# 阳澄湖
阳澄湖是中国江苏苏州市境内的淡水湖，总面积约为117.4平方公里，位于相城区、昆山市与苏州工业园区交界处，其中大部分湖区归属于相城区。正常蓄水量2.146亿立方米。

## 湖区划分
阳澄湖因湖中有美人腿、莲花岛以及阳澄湖半岛，将湖体分为三个部分：西湖、中湖和东湖。各湖区的平均水深分别为：
- 西湖：2.65米
- 中湖：1.80米
- 东湖：1.71米

## 入湖河道
阳澄湖的主要入湖河道有白荡、蠡塘河、北河泾、永昌泾、中泾港、渭泾塘、界泾、济民塘、鳗蛎港、施家斗港、南消泾、七浦塘和白曲港。
白曲港位于阳澄湖东岸，是一条东西走向的河道，在七浦塘拓浚工程建成之前，白曲港的主要流向是出阳澄东湖。七浦塘拓浚整治工程于2011年启动，并在2015年5月29日顺利实现主体工程通水，2016年1月15日七浦塘工程江边枢纽正式开泵引水。

## 生态与文化
阳澄湖因其优质水质和生态环境闻名，尤其以阳澄湖大闸蟹最为有名。
阳澄湖也是京剧《沙家浜》故事发生的地方。